# Революція цін
«Револю́ція цін» — процес значного підвищення товарних цін внаслідок падіння вартості благородних металів, що виконують функцію загального еквівалента (грошей).
Різке підвищення цін на товари, яке спостерігалося в країнах Європи після початку Доби великих географічних відкриттів у XVI ст. у зв'язку з відкриттям золотих і срібних родовищ Америки та надходженням великої кількості дорогоцінних металів у Європу.
В Україні «революція цін» позначилася різким збільшенням виробництва товарного продукту у феодальних маєтках, в яких створюються т. зв. фільварки. Продукція фільварків постачалася на європейські ринки. Ці процеси обумовили значне посилення феодального тиску, адже у фільварках використовувалася примусова праця кріпаків. Упродовж XVI ст. в західноєвропейських країнах спостерігається різке підвищення цін на товари, особливо на продукти харчування. У середньому ціни зросли так: в Іспанії — у 4,5 раза, в Англії — у 4 рази, у Франції — у 2,5 раза, в Італії — у 2 рази. Революція цін була обумовлена тим, що золото і срібло європейці захоплювали або у вигляді готових скарбів, або видобували за допомогою дешевої робочої сили. Тому вартість дорогоцінних металів різко знизилася, а товари, особливо сільськогосподарські продукти та предмети першої необхідності, подорожчали. Ціни на хліб зросли в середньому в 5 разів. Натомість заробітна плата зростала значно повільніше.